# 地方版
地方版（ちほうばん）とは、一般新聞のうちで、地域ごとのニュースを掲載するページのことをいう。
全国紙・ブロック紙の複数の都道府県をカバーする新聞の場合、各都道府県、更にはその都道府県の中でもいくつかの地域ブロックに振り分けてニュースを掲載する。一般には社会面の手前のページに掲載される事例が多い。地方紙（都道府県ごとの発行）でも、いくつかの地域ブロック単位のニュースを全県、あるいは地域別の発行で掲載する場合が多い。
全国紙のうち、産経新聞は東京本社で発行される東北地方・甲信越地方（山梨県・長野県・新潟県）向けと、大阪本社で発行される中国地方（山口県除く）・四国地方向けのものでは各県単位のものではなく、地域単位で複数県のローカルニュースをまとめて載せてある。北陸地方（新潟県・福井県除く）と東海地方（三重県・静岡県除く）には地方版は未収録である（ただし、北陸版では毎週木曜日に『北陸ウィークリー』と称した地域版を掲載）。九州地方（山口県含み、沖縄県除く）も2009年9月30日付までは未収録だったが、同年10月1日付より西部本部（2012年6月1日組織名改称　それまでは「九州・山口本部」）から九州・山口特別版を発行している。ただし、沖縄県は九州・山口版の創刊後も大阪本社の最終版(15版→14版)を大阪から空輸し琉球新報販売店から委託販売されている。(※ラテ欄及び地方版は、差し替え無し。)
また、日本経済新聞は原則として都道府県単位ではなく地域単位で地方版を載せてある（日・月曜・祝日の翌日は休載　首都圏・近畿・九州沖縄については、一部掲載日で都府県単位版となる日もある）。朝日新聞・読売新聞・毎日新聞は沖縄県に於いて地方版は発行されていない。
なお、朝日新聞は1990年代前半まで西部本社発行による「沖縄のページ」が毎週土曜日に掲載されていた（通常は福岡版を沖縄で販売。地方版のみの差し替えで、番組表の差し替えはなかった）。また朝日新聞では、1989年から1992年までの間、大阪本社管轄の四国4県（徳島県・香川県・愛媛県・高知県）限定で、地方版を二部紙制（地方版とスポーツ面、番組表のみ別刷り）で発行していた時期があった。
スポーツ新聞でも全国紙系（日刊スポーツ、スポーツ報知、スポーツニッポン、サンケイスポーツ）や中日スポーツの北陸地方向け、デイリースポーツの中四国地方向けの新聞など一部で「地方版」を載せる場合がある。こちらは地元有力スポーツクラブの結果、更にその地域で行われた少年スポーツ大会の結果をまとめたものを載せている。
戦前、日本領であった満州（現・中国東北部）、台湾（現・中華民国）、朝鮮半島（現・朝鮮民主主義人民共和国と大韓民国）向けの地方版も存在した。